# Amplipedicola pectinatus
Amplipedicola pectinatus is een eenoogkreeftjessoort uit de familie van de Tisbidae. De wetenschappelijke naam van de soort is voor het eerst geldig gepubliceerd in 2010 door Avdeev.